# 압델 파타 알부르한

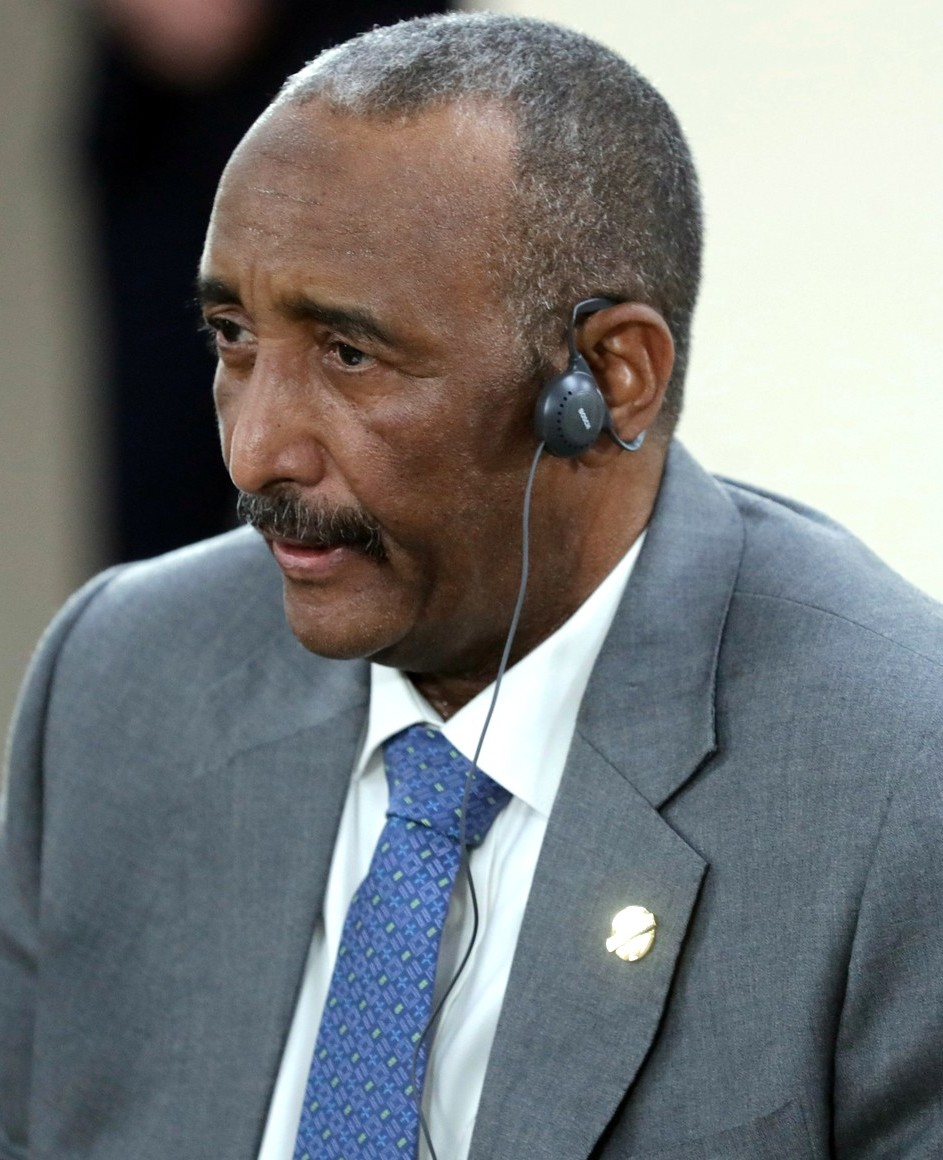
압델 파타 알부르한

압델 파타 알부르한(아랍어: عبد الفتاح عبد الرحمن البرهان, 영어: Abdel Fattah al-Burhan, 1960년 7월 4일 ~ )은 수단의 정치인이자 육군 장성으로, 2021년 10월 쿠데타로 민간인 총리 압달라 함독을 축출했고, 같은날 스스로 수단 대통령에 올랐다.